# Comisión Internacional del Estado Civil
La Comisión Internacional del Estado Civil, o CIEC (en francés: Commission internationale de l'état civil), es una organización intergubernamental y la primera organización creada después de la Segunda Guerra Mundial para trabajar por la integración europea. Establecida provisionalmente en Ámsterdam (Países Bajos) los días 29 y 30 de septiembre de 1948, es anterior tanto al Consejo de Europa (previsto desde 1946 pero no fundado oficialmente hasta 1949) como a la Unión Europea. La organización tiene su sede en Estrasburgo, Francia, y cuenta con 7 miembros y 10 antiguos miembros. La lengua oficial de la Comisión es el francés.

## Objetivo
Fundada en el contexto de posguerra de millones de refugiados, desaparecidos y desplazados, el objetivo de la organización era facilitar la cooperación entre los Estados para establecer, reconocer y validar los registros vitales o cualquier otro tipo de documento oficial utilizado como certificado de nacimiento, matrimonio, divorcio o defunción. Para ello, proporcionaba traducciones normalizadas de los términos vitales en los registros vitales y a través de convenios multilaterales (por ejemplo, el Convenio sobre la expedición de extractos multilingües de actas del estado civil, que preveía la aceptación sin problemas de los extractos, y el Convenio sobre el reconocimiento de las decisiones de reasignación de sexo en el estado civil). La CIEC ha firmado acuerdos de cooperación con el Consejo de Europa (en 1955), la Conferencia de La Haya de Derecho Internacional Privado (en 1969), el Alto Comisionado de las Naciones Unidas para los Refugiados (en 1981) y la Unión Europea (en 1983).